# São João do Tigre
São João do Tigre là một đô thị thuộc bang Paraíba, Brasil. Đô thị này có diện tích 816,111 km², dân số năm 2007 là 4729 người, mật độ 5,8 người/km².